# Meraf Bahta
Meraf Bahta Ogbagaber (Deki Shehaye, Etiopía, 24 de junio de 1989) es una deportista sueca de origen eritreo que compite en atletismo, especialista en las carreras de mediofondo, fondo y campo a través.
Ganó dos medallas en el Campeonato Europeo de Atletismo, en los años 2014 y 2016. En la modalidad de campo a través, obtuvo tres medallas en el Campeonato Europeo, entre los años 2014 y 2021.
Participó en dos Juegos Olímpicos de Verano, en los años 2016 y 2020, ocupando el sexto lugar en Río de Janeiro 2016, en la prueba de 1500 m.

## Palmarés internacional
| Campeonato Europeo | Campeonato Europeo       | Campeonato Europeo | Campeonato Europeo |
| Año                | Lugar                    | Medalla            | Prueba             |
| ------------------ | ------------------------ | ------------------ | ------------------ |
| 2014               | Zúrich (Suiza)           | Medalla de oro     | 5000 m             |
| 2016               | Ámsterdam (Países Bajos) | Medalla de plata   | 5000 m             |
| 2018               | Berlín (Alemania)        | DSC                | 10 000 m           |

| Campeonato Europeo | Campeonato Europeo   | Campeonato Europeo | Campeonato Europeo |
| Año                | Lugar                | Medalla            | Prueba             |
| ------------------ | -------------------- | ------------------ | ------------------ |
| 2014               | Samokov (Bulgaria)   | Medalla de bronce  | Individual         |
| 2017               | Šamorín (Eslovaquia) | Medalla de plata   | Individual         |
| 2021               | Dublín (Irlanda)     | Medalla de plata   | Individual         |